# 大和市立中央林間小学校
大和市立中央林間小学校（やまとしりつ ちゅうおうりんかんしょうがっこう）は、神奈川県大和市中央林間9丁目にある公立小学校。近辺の住民から「ちゅうりん小」と呼ばれる。

## 所在地
神奈川県大和市中央林間9丁目54-1

## 沿革
- 1982年（昭和57年）
  - 4月1日 - 北大和小学校及び緑野小学校より分離独立し、創立。
  - 4月3日 - 開校式挙行。
  - 6月21日 - 開校記念式典挙行し、校章制定。この日（6月21日）を開校記念日と定めた。
  - 7月16日 - プール完成。
  - 11月1日 - 学校教育目標「進んで学ぶ子」「思いやりのある子」「心と体の強い子」を制定。
- 1983年（昭和58年）3月3日 - 校歌制定。
- 1984年（昭和59年）7月18日 - 「はだしの広場」完成。
- 1993年（平成5年）4月1日 - 障害児学級（知的障害）設置。
- 1996年（平成8年）
  - 4月1日 - 障害児学級（情緒障害）設置。
  - 8月30日 - 生活科砂場完成。
- 1997年（平成9年）4月1日 - コンピュータ室設置。
- 1999年（平成11年）4月9日 - 「はだしの広場」改修。
- 2000年（平成12年）3月14日 - 校地内水銀灯交換。
- 2001年（平成13年）
  - 4月1日 - 少人数授業などきめ細かな指導教室開始。
  - 4月28日 - 「はだしの広場」改修。
  - 5月7日 - 西棟屋上漏水一部補修。
- 2002年（平成14年）
  - 3月5日 - 門札新調し、除幕式挙行。
  - 7月10日 - 温度保持工事完成（エアコン工事）。
- 2005年（平成17年）3月2日 - 児童ホームを校地内に新設。
- 2006年（平成18年）
  - 5月 - 正門前交通安全対策として、児童専用道路設置「なかよし小道」設置。
  - 6月 - この月から翌年2月まで、学校増築工事等大規模補修工事実施。
- 2007年（平成19年）4月1日 - 障がい児学級（ちゅうりん級）を個別支援学級に名称変更。支援教室（サポートルーム）。
- 2009年（平成21年）3月 - ウエルカムプラン図書室改修工事実施（翌年4月完成）。
- 2010年（平成22年）9月 - 学校図書館司書導入。
- 2016年（平成28年）1月8日 - 校内インターホン運用開始。

## 通学地域
出典
- 下鶴間（1000番(9号～15号)、1449～1611番、1613番、1614番、1622番、1625番、4374～4454番）
- 中央林間4丁目（全域）
- 中央林間6丁目（全域）
- つきみ野6丁目（全域）
- つきみ野7丁目（全域）
- つきみ野8丁目（全域）
- なお、大和市との市境線に接する相模原市南区上鶴間4丁目の一部では、本来の学区である相模原市立上鶴間小学校より本校の方が近い地域がある。

## 進学先
- 大和市立つきみ野中学校

## 周辺
本校校地は相模原市との市境線に接しているため、●印が付されている施設は相模原市に位置する。
- 中央林間テニスクラブ - 敷地が隣接
- さくらの散歩道と水道みち
- ●相模原市立深堀中央公園
- このほか、学校周辺には大和市側・相模原市側共、マンション・アパートや社宅なども点在する。

## アクセス
- 大和市コミュニティバス「のろっと・北部ルートA系統」で、「つきみ野8丁目」停留所下車後、徒歩約400m・約6分（学校正門(校門)からバス停留所までは直線距離で約260mだが、道路形状の関係で約1.5倍の距離となる）。
- 東急電鉄田園都市線つきみ野駅から、徒歩1.1km・約17分。
  - なお、上述の大和市コミュニティバスは片方向の運行の為、つきみ野駅からは徒歩移動の方が早い。「つきみ野8丁目」停留所から、つきみ野駅まではバスで5分。
- 東急電鉄田園都市線・小田急電鉄江ノ島線中央林間駅からは、上述の大和市コミュニティバスで「つきみ野8丁目」停留所まで11分、下車後徒歩。
  - なお、上述の通り、大和市コミュニティバスは片方向の運行の為、中央林間駅へは、つきみ野駅までバス移動し、東急田園都市線に乗り換えた方が早い（中央林間駅までのバス所要時間は1時間9分〜1時間19分）。